# Política de l'Equador
La constitució vigent de la República de l'Equador, aprovada el 10 d'agost de 1998 defineix el país com una república presidencialista, unitària i democràtica, amb una separació de poders en branques legislativa, executiva i judicial. El sufragi és universal, directe i secret i és obligatori per als ciutadans equatorians majors d'edat que sàpiguen llegir i escriure, però és voluntari per als analfabets i per als majors de seixanta-cinc anys. El sufragi està prohibit als membres dels cossos de seguretat (exèrcit, policia, etc.).

## Organització política

### El poder executiu i el president de la República
Vegeu també: «Llista de presidents de l'Equador»
El poder executiu està representat pel president de la república, que promulga i executa les lleis dels Congrés Nacional, el poder legislatiu. El president és elegit, juntament amb el vicepresident (formant l'anomenat «binomi presidencial»), per majoria absoluta a través de sufragi universal i per un període de 4 anys. El període de govern del president s'inicia el 15 de gener de l'any següent a la celebració de les eleccions. Si en l'elecció cap binomi presidencial obté majoria absoluta es realitza una segona volta dins dels quaranta-cinc dies següents en la qual només participen els dos binomis que hagin obtingut més vots en la primera volta. No és necessària la segona votació si el binomi que ha obtingut el primer lloc assoleix més del quaranta per cent dels vots vàlids i una diferència major de deu punts percentuals sobre el resultat del binomi situat en segon lloc. Els deu punts percentuals es calculen sobre la totalitat dels vots vàlids.
En cas de falta definitiva del president, el poder passa al vicepresident pel temps que falti per completar el corresponent període constitucional. Si faltessin simultàniament i definitiva el president i el vicepresident, el president del Congrés Nacional assumeix temporalment la presidència i convoca el Congrés Nacional perquè, dins del termini de deu dies, elegeixi el president de la república que romandrà en les seves funcions fins a completar el respectiu període presidencial.
Els ministres de l'estat són de lliure nomenament i remoció del President de la República i el representaran en els assumptes propis del ministeri al seu càrrec. El nombre de ministeris, la seva denominació i les matèries de la seva competència les determina el president de la República.

### El poder legislatiu i el Congrés Nacional
El poder legislatiu està representat per un sistema unicameral amb seu a Quito, el Congrés Nacional, que s'elegeix per sufragi universal per un període de quatre anys. Habitualment en una mateixa convocatòria electoral es realitzen les eleccions presidencials i les eleccions legislatives. Els partits o moviments polítics que comptin amb un nombre de diputats que representi almenys el deu per cent del Congrés Nacional poden formar un bloc legislatiu; els partits que no arribin a tal percentatge poden unir-se amb altres per formar-lo.
El Congrés Nacional està integrat per diputats que són elegits de la següent forma, amb un total de 100 diputats:
- 2 diputats per cada província
- 1 diputat més per cada dos-cents mil habitants o fracció que passi de cent cinquanta mil.

El nombre d'habitants que serveix de base per a l'elecció és l'establert per l'últim cens nacional de població, que s'ha de realitzar cada deu anys.

### El poder judicial i la Cort Suprema de Justícia
El poder judicial està representat per la Cort Suprema de Justícia, per les corts, tribunals i jutjats que estableixin la Constitució i la llei i pel Consell Nacional de la Judicatura. La Cort Suprema de Justícia té jurisdicció a tot el territori nacional i la seva seu a Quito. Actua com a cort de cassació, a través de sales especialitzades, i exerceix, a més, totes les atribucions que li assenyalen la Constitució i les lleis. El Consell Nacional de la Judicatura és l'òrgan de govern, administratiu i disciplinari de la funció judicial. Les lleis aprovades pel Congrés Nacional determinen la seva integració, la forma de designació dels seus membres, la seva estructura i les seves funcions.

## Partits polítics
Vegeu també «Partits polítics de l'Equador», «Eleccions presidencials de l'Equador» i «Eleccions legislatives de l'Equador»
Històricament els partits polítics de l'Equador han estat relativament petits i força nombrosos, amb una ideologia poc definida, basant-se més en el carisma personal dels seus líders. Malgrat la presència de partits amb línies ideològiques clares, aquesta tendència personalista segueix present en l'actualitat, amb partits formats al voltant d'un personatge concret. Durant la segona meitat del segle xix i tot el segle xx (excepte en les etapes de dictadures) la política equatoriana ha estat tradicionalment controlada pel Partit Liberal (representant de la burgesia de la costa, principalment de Guayaquil) i el Partit Conservador (representant de l'aristocràcia conservadora de la serralada). Aquesta tendència bipartidista es començà a trencar especialment a partir dels anys 1960, amb nombrosos partits de totes les tendències. A partir d'aquest moment, els partits més forts i que històricament han mantingut més clara la seva línia ideològica i la seva força electoral són, d'una banda, el Partido Social Cristiano, de centredreta i que en els darrers anys ha passat d'una línia més populista i autoritària a una línia més neoliberal però amb preocupacions socials i ideològiques; d'altra banda el partit Izquierda Democrática, que ha representat la ideologia socialdemòcrata aglutinant, des de la seva creació el 1967, diverses tendències de l'esquerra equatoriana.
A més, a partir de la dècada de 1990, han sorgit amb força partits de tendència indigenista, amb l'objectiu de portar al terreny polític les reivindicacions de la població indígena, tradicionalment absent de la lluita política. El més important és, sens dubte, Pachakutik, de tendència socialista.